# Hugo Bueno (cầu thủ bóng đá, sinh 2002)
Hugo Bueno López (sinh ngày 18 tháng 9 năm 2002) là một cầu thủ bóng đá người Tây Ban Nha hiện đang thi đấu cho câu lạc bộ Wolverhampton Wanderers.

## Sự nghiệp
Năm 2019, Bueno gia nhập học viện của câu lạc bộ Wolverhampton Wanderers. Bueno có một người anh em song sinh cũng là cầu thủ bóng đá, tên là Guille Bueno.
Ngày 15 tháng 10 năm 2022, Bueno có trận ra mắt Giải bóng đá Ngoại hạng Anh trong màu áo Wolves.